# Шарабура, Сергей Владимирович
Сергей Владимирович Шарабура (укр. Сергій Володимирович Шарабура; род. 19 августа 1975, Спасск-Дальний, Приморский край) — украинский футболист, нападающий. Кандидат в мастера спорта.

## Игровая карьера
Заниматься футболом начал в 1982 году в ДЮСШ «Судостроитель». Тренеры — Иван Личко, Анатолий Чунихин. В 1991 году дебютировал во взрослой николаевской команде, выйдя на замену в матче с «Зарёй» (Бельцы, 7:1). В следующем году 06 июня 1992 сыграл первый матч в высшей лиге чемпионата Украины («Черноморец», 1:2).
В 1996 году при содействии тренера СК «Николаев» Евгения Кучеревского переехал в клуб первой российской лиги «Звезда» (Иркутск), затем некоторое время играл во второй лиге за «Селенгу». В 1998 году вернулся в Николаев, чтобы закончить учебу в пединституте.
Карьеру продолжил в «Херсоне», который возглавлял сыгравший более 100 матчей за «Судостроитель» Сергей Шевченко. В команде провёл 4 сезона.
В 2002 году перешёл в николаевский «Водник». С командой прошёл путь от чемпионата области до второй лиги чемпионата Украины. Становился бронзовым призёром любительского чемпионата Украины (2002). После расформирования клуба, проодолжил выступления в любительских коллективах Николаевской и соседней Одесской областей. В 2006 году в составе одесского «Ивана» принимал участие в матчах розыгрыша Кубка регионов УЕФА. В составе николаевского «Торпедо» — серебряный призёр любительского чемпионата (2008) и финалист любительского Кубка (2007).